# (400069) 2006 SC152
(400069) 2006 SC152 es un asteroide perteneciente al cinturón de asteroides, descubierto el 19 de septiembre de 2006 por el equipo del Spacewatch desde el Observatorio Nacional de Kitt Peak, Arizona, Estados Unidos.

## Designación y nombre
Designado provisionalmente como 2006 SC152.

## Características orbitales
2006 SC152 está situado a una distancia media del Sol de 2,653 ua, pudiendo alejarse hasta 2,930 ua y acercarse hasta 2,376 ua. Su excentricidad es 0,104 y la inclinación orbital 1,660 grados. Emplea 1578,50 días en completar una órbita alrededor del Sol.

## Características físicas
La magnitud absoluta de 2006 SC152 es 17,3.